# 1779 în literatură
Anul 1779 în literatură a implicat o serie de evenimente și cărți noi semnificative.  

## Cărți noi
- Richard Graves - Columella
- Friedrich Heinrich Jacobi - Woldemar
- Ignacy Krasicki - Fabule și parabole (Bajki i przypowieści)
- Nocturnal Revels
- Samuel Jackson Pratt ca "Courtney Melmoth" 
  - Shenstone-Green
  - The Tutor of Truth
- The Sorrows of Werter (traducere anonimă a lucrării lui Johann Wolfgang von Goethe)